# Liga de Campeones de baloncesto
La Liga de Campeones de Baloncesto (oficialmente Basketball Champions League) es un torneo creado y gestionado por FIBA para el continente europeo. Pretende aspirar a competir con la Euroleague y la idea del organismo internacional es reemplazar esa competición. El torneo nació a mediados de 2015 tras una reunión entre dirigentes de FIBA y de la Euroleague dentro del marco de cambio de los torneos globales que realiza el máximo ente mundial. Fue presentada oficialmente el 21 de marzo de 2016.
A pesar de no ser la principal competición en el panorama baloncestístico europeo, ya que la Euroliga seguía siendo la máxima competición continental en importancia, la FIBA elegiría al campeón de esta competición desde su creación como representante europeo para la disputa de la Copa Intercontinental FIBA, debido a la escisión FIBA-Euroliga que tuvo lugar en 2016.

## Historia
Al principio, la FIBA ofreció 8 plazas fijas para esta nueva competición a Anadolu Efes, CSKA Moscow, FC Barcelona, Fenerbahçe, Maccabi Tel Aviv, Olympiacos, Panathinaikos y Real Madrid, 4 plazas según ligas nacionales y 4 plazas para los ganadores de 4 fases previas en una liga regular de 30 jornadas, una ronda de playoffs y una Final Four, gestionando la FIBA está competición al 50 % con los clubes.
Los 8 clubes rechazaron la propuesta de la FIBA y continuaron con su proyecto de la nueva Euroleague. La FIBA contraatacó y colaboró con las ligas nacionales retocando la propuesta hasta la actual.
A medida que se fue gestionando la idea, varios países se han ido sumando al nuevo torneo. FIBA se ha movido para contar con varios equipos ex-licencia A de Euroleague, aunque otras instituciones renovaran contrato con la Euroleague Basketball. En el medio, otras partes se han mostrado a favor de un cambio, ya que el actual sistema de la Euroleague les impedía disputar una competición europea por la continuidad de las licencias A y porque esta última decidió en noviembre de 2015 reducirse de 24 a 16 equipos.
Entre los equipos que renovaron contrato con Euroleague están Anadolu Efes, CSKA Moscow, EA7 Emporio Armani Milan, FC Barcelona, Fenerbahçe, Baskonia, Maccabi Tel Aviv, Olympiacos, Panathinaikos, Real Madrid y Žalgiris. Mientras que las federaciones a favor del cambio están Francia e Italia, además de la turca salvo por los equipos que firmaron con Euroleague.
Entre los principales motivos para la creación de este torneo están los criterios deportivos, el fomento del baloncesto en los campeonatos nacionales y el desarrollo del mismo. El torneo sería presentado en marzo de 2016.

Decidimos que los clubes clasifiquen estrictamente por mérito deportivo. El feedback con los clubes demuestra un fuerte interés por ese sistema. Todos los clubes europeos deberían poder tener el sueño de jugar una competencia continental y participar de ella a través de una clasificación deportiva. Y si un equipo de elite termina sexto en una temporada, no participarán ese año
Kamil Novak, Director Ejecutivo de FIBA Europa.

Como miembro de la FIBA y responsable del baloncesto turco queremos que las competiciones europeas sean dirigidas por FIBA. Nos hemos reunido con la mayoría de nuestros clubes y hemos recibido respuestas positivas. Por lo tanto, todos los clubes de nuestra liga excepto los dos que ya se han comprometido con la Euroleague, lucharán para participar en la Basketball Champions League
Harun Erdenay, presidente de la Federación de Turquía.

El 2 de marzo, diez países firmaron con FIBA para la creación del torneo, en la sede del organismo en Ginebra y se confirmó el 21 de marzo como la fecha de presentación del torneo. Además se eligió la primera junta de directores.
A falta de dos semanas para la presentación del torneo surgieron nuevas declaraciones encontradas, unas por parte de Jean-Pierre Siutat, presidente de la Federación Francesa y otras por parte de Tony Parker, destacado jugador francés que participa en la NBA y además es dueño del ASVEL Lyon-Villeurbanne. Jean-Pierre Siutat defiende la Liga de Campeones como la mejor alternativa teniendo en cuenta el nuevo calendario FIBA para eventos internacionales, además de mencionar que la novedosa competencia aumentaría la competitividad interna a la vez que la Euroleague solamente se centra en el negocio y el dinero. Por otro lado, Parker defendió la Euroleague alegando que «La Euroliga es el futuro y el ASVEL quiere jugar la Euroliga o la Eurocopa. Yo invierto en un club que quiere ser uno de los mejores equipos europeos» además de mencionar que no es el único equipo con esa postura, incluyendo al Limoges y al Strasbourg y declarando «Queremos jugar la Euroliga y la Eurocopa y estamos dispuestos a aceptar las sanciones de la Federación si así lo considera».

## Formato
Según trascendió en el primer boceto, el torneo contaría con 32 equipos que disputarían una primera fase de ocho equipos en cuatro grupos, luego una serie de eliminatorias directas para llegar a un Final Four que defina al campeón. Además, 24 equipos clasificarían por los resultados dentro de sus respectivas ligas y los 8 restantes de una fase previa. También cada una de las ocho mejores ligas europeas tendrían dos plazas directas mientras que las restantes cinco ligas tendrían una plaza para conformar los primeros equipos.
Más tarde, en la presentación oficial del torneo, se confirmó el modo de disputa. El torneo contará con 32 equipos en la fase regular, de los cuales, 8 surgirán de una fase previa integrada por 24 equipos, elevando la cantidad de participantes a 56.
Los 24 equipos que clasifican a la fase regular de manera directa saldrán de las siguientes ligas:
| - Liga ACB - LNB Pro A - LKL - A1 Ethniki - Serie A - Türkiye Basketbol Ligi | - LBL - BLB - BBL - BSL - PLK - NBL |

El torneo comienza con los 32 equipos no clasificados disputando dos eliminatorias previas para acceder a la fase regular. Los 24 equipos que no avancen acceden a la Copa Europea de la FIBA. Pasada esta ronda se suman los 24 equipos clasificados directamente y se ordenan a los participantes en 4 grupos de 8 equipos, los cuales juegan todos contra todos dos veces. Los equipos ubicados en los puestos 5 y 6 avanzan a la Copa Europea de la FIBA, los cuatro mejores equipos avanzan a los play-offs al mejor de dos partidos hasta que queden cuatro equipos, que disputarán el "Final Four".

## Premios

### Premio en metálico
A partir de 2016-17, FIBA otorga una tarifa base de 100 000 € por alcanzar la temporada regular. Además, la FIBA paga a los equipos que llegan a la segunda fase de la ronda de dieciseisavos 20 000 €, cada cuarto finalista 40 000 €, el cuarto puesto 60 000 €, el tercer puesto 80 000 €, los subcampeones 100 000 € y para los ganadores 340 000 €.
- Tarifa base para la temporada regular: 100 000 €
- Ronda de los 16 (2ª fase): 20 000 €
- Cuartos de final: 40 000 €
- Cuarto puesto: 60 000 €
- Tercer puesto: 80 000 €
- Finalista perdedor: 100 000 €
- Finalista ganador: 340 000 €

## Palmarés
| Temporada | Sede     | Campeón              | Resultado | Subcampeón        | Tercero         | Resultado | Cuarto          |
| --------- | -------- | -------------------- | --------- | ----------------- | --------------- | --------- | --------------- |
| 2016-17   | Tenerife | C. B. Canarias       | 63–59     | Banvit            | Mónaco          | 91–77     | Venezia         |
| 2017-18   | Atenas   | AEK (1)              | 100–94    | Mónaco            | UCAM Murcia     | 85–74     | Ludwigsburg     |
| 2018-19   | Amberes  | Virtus Bologna (1)   | 73–61     | C. B. Canarias    | Antwerp Giants  | 72–58     | Brose Bamberg   |
| 2019-20   | Atenas   | San Pablo Burgos     | 85–74     | AEK               | JDA Dijon       | 70–65     | Basket Zaragoza |
| 2020-21   | Nizhni   | San Pablo Burgos (2) | 64–59     | Pinar Karşıyaka   | Basket Zaragoza | 89–77     | SIG Strasbourg  |
| 2021-22   | Bilbao   | C. B. Canarias (2)   | 98–87     | Baxi Manresa      | Ludwigsburg     | 88–68     | Hapoel Holon    |
| 2022-23   | Málaga   | Baskets Bonn (1)     | 77–70     | Hapoel Jerusalem  | C. B. Canarias  | 84–79     | C. B. Málaga    |
| 2023-24   | Belgrado | C. B. Málaga         | 80–75     | C. B. Canarias    | UCAM Murcia     | 87–84     | Peristeri B. C. |
| 2024-25   | Atenas   | C. B. Málaga (2)     | 83–67     | Galatasaray S. K. | AEK             | 77–73     | C. B. Canarias  |

### Campeonatos por equipo
| Equipo            | Títulos | Subtítulos | Años campeonatos | Años subcampeonatos |
| ----------------- | ------- | ---------- | ---------------- | ------------------- |
| C. B. Canarias    | 2       | 2          | 2017, 2022       | 2019, 2024          |
| San Pablo Burgos  | 2       | -          | 2020, 2021       | -                   |
| C. B. Málaga      | 2       | -          | 2024, 2025       | -                   |
| AEK               | 1       | 1          | 2018             | 2020                |
| Virtus Bologna    | 1       | -          | 2019             | -                   |
| Baskets Bonn      | 1       | -          | 2023             | -                   |
| Banvit            | -       | 1          | -                | 2017                |
| Mónaco            | -       | 1          | -                | 2018                |
| Pinar Karşıyaka   | -       | 1          | -                | 2021                |
| Bàsquet Manresa   | -       | 1          | -                | 2022                |
| Hapoel Jerusalem  | -       | 1          | -                | 2023                |
| Galatasaray S. K. | -       | 1          | -                | 2025                |

### Campeonatos por país
| País     | Títulos | Subtítulos | Clubes campeones                                           |
| -------- | ------- | ---------- | ---------------------------------------------------------- |
| España   | 6       | 3          | C. B. Canarias (2), San Pablo Burgos (2), C. B. Málaga (2) |
| Grecia   | 1       | 1          | AEK                                                        |
| Alemania | 1       | -          | Baskets Bonn                                               |
| Italia   | 1       | -          | Virtus Bologna                                             |
| Turquía  | -       | 3          |                                                            |
| Mónaco   | -       | 1          |                                                            |
| Israel   | -       | 1          |                                                            |
| Francia  | -       | -          |                                                            |
| Bélgica  | -       | -          |                                                            |